# عديل اختار
عديل اختار (بالإنجليزية: Adeel Akhtar)‏ هو ممثل بريطاني، ولد في 18 سبتمبر 1980 بلندن في المملكة المتحدة.

## أعمال

### أفلام
- (2010) أربعة أسود[5]
- (2015) بان[6][7][8][9]

### مسلسلات
- يوتوبيا

## وصلات خارجية
- عديل اختار على موقع IMDb (الإنجليزية)
- عديل اختار على موقع قاعدة بيانات الفيلم (الإنجليزية)